# Dave DiOrio
Dave DiOrio, född 1953, död 25 april 2018, var en amerikansk ingenjör som var chef för utvecklandet av grafikkretsar hos det amerikanska företaget Commodore. Han var bland annat ansvarig för utvecklandet av en variant av VIC, Video Interface Chip,  till Commodore 128.